# Матросов, Вадим Александрович
Вади́м Алекса́ндрович Матро́сов (30 сентября [13 октября] 1917, деревня Бохото, Могилёвская губерния — 6 марта 1999, Москва) — советский военачальник, генерал армии (1978), Герой Советского Союза (1982). Начальник Пограничных войск — заместитель Председателя КГБ СССР (1972—1989).

## Детство и юность
Родился в деревне Бохото (ныне в составе Монастырщинского района Смоленской области) в семье сельских учителей. Отец был мобилизован в Русскую императорскую армию сразу после начала Первой мировой войны, где служил казначеем полка. В 1918 году он вступил в Красную Армию, а в 1919 году он умер от сыпного тифа. Спасая сына от голодной смерти в условиях разрухи, мать уехала с ним к родственникам в Самарканд. В 1925 году семья вернулась на родину и поселилась по новому месту работы матери в селе Кожино Можайского уезда, а в 1931 году переехала в посёлок Болшево Московской области (ныне в черте города Королёв). Там окончил школу-семилетку в 1936 году, приехал в Москву и окончил среднюю школу № 329 в следующем году. Поступил в Московский инженерно-строительный институт имени Куйбышева.

## Начало военной службы и Великая Отечественная война
В июне 1938 года призван на срочную службу в Пограничные войска НКВД СССР. Служил стрелком в Ленкоранском пограничном отряде на границе с Ираном в Азербайджанской ССР, затем в штабе отряда. Несколько раз участвовал в стычках на границе с гитлеровской агентурой и контрабандистами.
Вскоре после начала Великой Отечественной войны направлен на учёбу на курсы младших лейтенантов при Высшей пограничной школе НКВД СССР в Москве. В октябре 1941 года в связи с катастрофическим развитием событий на фронте, сводный батальон курсантов-пограничников, в составе которого был В. Матросов, был отправлен на Западный фронт и в тяжёлых условиях вёл бои против наступавших немецких войск в районе Можайска. Затем оставшиеся в живых курсанты были возвращены для продолжения учёбы. Окончил курсы в марте 1942 года, причём ввиду отличного их окончания и за проявленную храбрость в боях в порядке исключения Матросов был выпущен с курсов с присвоением воинского звания лейтенант.
С марта 1942 года воевал на Карельском фронте — заместитель командира роты по разведке и заместитель командира батальона по разведке 73-го Краснознамённого пограничного полка войск НКВД по охране тыла Карельского фронта. Выполнял боевые задачи по охране тыла фронта, борьбе с немецко-финскими диверсионными группами в полосе Кировской железной дороги, а также вёл разведку в интересах войск фронта. Лично участвовал в 10 дальних разведрейдах в глубокий тыл финских войск. Руководил уничтожением разведывательно-диверсионных групп противника. Участвовал в Выборгско-Петрозаводской наступательной операции в 1944 году. После завершения освобождения Карелии был направлен на Крайний Север и участвовал в Петсамо-Киркенесской наступательной операции. За отличие в боях награждён орденом Красной Звезды. Член ВКП(б) с 1944 года.

## Послевоенная служба
С конца 1944 года служил в разведотделе Карело-Финского погранотряда. В 1948 году окончил Курсы усовершенствования офицерского состава погранвойск в Москве. С сентября по декабрь 1948 года служил в Управлении войск Азербайджанского пограничного округа. С декабря 1948 — в Главном управлении пограничных войск в Москве: старший помощник начальника отделения, начальник отделения, заместитель начальника 2-го отдела штаба. В 1955 году заочно окончил Военно-юридическую академию, в 1959 году — Высшие академические курсы при Военной академии Генерального штаба Вооружённых сил СССР.
С сентября 1959 года — начальник штаба Управления пограничных войск Северного пограничного округа. С октября 1961 года начальник 2-го (разведывательного) отдела штаба Главного управления пограничных войск Комитета государственной безопасности при Совете Министров СССР. С апреля 1963 года — начальник пограничных войск Закавказского пограничного округа. С апреля 1967 года — начальник штаба Главного управления пограничных войск КГБ СССР — первый заместитель начальника Пограничных войск СССР.

## Во главе Пограничных войск

Могила В. А. Матросова на Троекуровском кладбище Москвы.

В декабре 1972 года назначен начальником Главного управления пограничных войск — начальником пограничных войск КГБ СССР. Воинское звание генерал армии присвоено 13 декабря 1978 года. Стал первым руководителем пограничных войск, которому было присвоено столь высокое воинское звание. По мнению подавляющего большинства ветеранов пограничных войск, проявил себя как один из лучших начальников пограничных войск за всю их историю, сохранив положительные результаты своих предшественников (прежде всего генерал-полковника П. И. Зырянова) и добиваясь соответствия войск требованиям времени. С февраля 1984 года — заместитель Председателя Комитета государственной безопасности СССР — начальник Главного управления пограничных войск — начальник пограничных войск КГБ СССР. Депутат Верховного Совета СССР 7-го созыва и Верховного Совета РСФСР 9-11-го созывов.
Активно принимал участие в руководстве боевыми действиями пограничников в северных районах Афганистана в ходе Афганской войны. Лично многократно посещал расположение введённых в Афганистан частей пограничных войск, участвовал в разработке боевых операций и координации их действий с армейскими частями.
С декабря 1989 года — военный инспектор-советник Группы генеральных инспекторов Министерства обороны СССР. С 1992 года — в отставке. Жил в Москве. Похоронен на Троекуровском кладбище.

## Высшие воинские звания
- Генерал-майор (14.05.1962)
- Генерал-лейтенант (27.10.1967)
- Генерал-полковник (23.05.1974)
- Генерал армии (13.12.1978)

## Награды
- Герой Советского Союза (указ от 26.02.1982, «за большие заслуги в деле укрепления Государственной границы СССР»).
- Орден «За заслуги перед Отечеством» 4-й степени (13.10.1997)
- Три ордена Ленина (13.12.1977, 26.02.1982, 13.10.1987)
- Орден Октябрьской Революции (01.07.1980)
- Два ордена Красного Знамени (27.05.1968, 31.08.1971)
- Орден Отечественной войны 1-й степени (12.04.1985)
- Три ордена Красной Звезды (18.04.1944, 25.06.1954, 10.12.1964)
- Орден «За службу Родине в Вооружённых Силах СССР» 3-й степени (30.04.1975)
- Медали СССР, в том числе «За боевые заслуги» (06.08.1949), «За оборону Москвы», «За оборону Советского Заполярья» (апрель 1944), .
- Иностранные ордена и медали.
- Нагрудный знак «Заслуженный пограничник Российской Федерации» (28.05.1996).
- Нагрудный знак «Почетный сотрудник госбезопасности» (23.12.1957)
- Почётный гражданин Смоленской области (21 декабря 2017) — за безупречную службу по охране рубежей нашей Родины, активную общественную работу, оказание существенной помощи ветеранским организация Смоленской области, музею «Смоленщина в годы Великой Отечественной войны 1941-1945 гг.»

## Память
- Имя В. А. Матросова присвоено школе Государственное бюджетное общеобразовательное учреждение города Москвы «Школа № 1784 „Кадетская школа имени Генерала армии В. А. Матросова“» (2015); на территории установлен его бюст.
- Имя В. А. Матросова присвоено пограничной заставе «Бурон» Владикавказского пограничного отряда Пограничной службы ФСБ РФ (1999), ныне (с 2006 года) Пограничное управление ФСБ России по РСО-Алания.
- Имя В. А. Матросова присвоено сторожевому кораблю Каспийской бригады Северо-Кавказского регионального управления Пограничной службы ФСБ РФ (2000).
- Имя В. А. Матросова присвоено Первому кадетскому корпусу Пограничной службы ФСБ РФ в городе Пушкин Ленинградской области (2000). На территории этого корпуса (Софийский бульвар, 2) в августе 2005 г. был установлен бюст В. А. Матросова на гранитном постаменте (скульптор А. Н. Ковальчук).
- Имя В. А. Матросова присвоено Нижегородской областной общественной организации ветеранов «Нижегородский пограничник» (2019).
- Учреждена именная стипендия имени В. А. Матросова для курсантов военных образовательных учреждений Пограничной службы ФСБ РФ.
- В Пограничной службе ФСБ РФ ежегодно проводятся соревнования по пулевой стрельбе на призы генерала армии В. А. Матросова.
- 27 апреля 2000 года Смоленская областная дума присвоила Татарской средней школе Монастырщинского района имя Вадима Александровича Матросова.
- В деревне Дудино Монастырщинского района Смоленской области именем Героя названа улица, на ней установлен памятный камень с мемориальной доской.
- На территории Парка Победы (Нижний Новгород), на аллеи пограничной славы 30 ноября 2019 г. НОООВ «Нижегородский пограничник» установил бюст В. А. Матросова на гранитном постаменте (скульптор А. Н. Ковальчук).
- В урочище Цветочное Выборгского района Ленинградской области в 2024 году установлен бюст В. А. Матросова[5].

## Сочинения
- Матросов В. А. Пограничные войска. — М.: Знание, 1977. — 64 с. — (Библиотечка «60 лет Советской Армии и ВМФ: 1918—1978»).